# Миронас, Ричардас Пранович
Ри́чардас Пра́нович Миро́нас (лит. Ričardas Mironas; 5 апреля 1908, Зайсан — 26 апреля 1979, Вильнюс) — литовский лингвист, переводчик, педагог, кандидат филологических наук.

## Биография
Брат актрисы Моники Миронайте. В 1930—1931 гг. — чемпион Литвы по боксу в среднем и легком весе. Работал сотрудником газеты «Наш спорт». В 1933 году окончил Университет Витовта Великого по специальности классической филологии. В 1933—1936 гг. изучал востоковедение и сравнительное языкознание в Институте индийской цивилизации в Сорбонне. Был учеником Эмиля Бенвениста. Работал учителем в Каунасской, Вилкавишкской гимназиях.
В 1944—1949 гг. работал преподавателем Каунасского государственного университета, в 1946—1949 гг. деканом историко-филологического факультета. С 1946 г. — доцент.
В 1949—1950 гг. — директор Клайпедского учительского института. В 1950—1954 гг. —преподаватель Вильнюсского педагогического института, декан факультета литовского языка и литературы, заведующий кафедрой литовского языка. В 1952—1954 гг. — редактор газеты «Советский студент».
В 1954—1955 гг. — заведующий кафедрой латинского языка Черновицкого университета. С 1950 г. — преподаватель Вильнюсского университета, в 1958—1962 гг. — преподаватель иностранных языков, 1962—1970 гг . Французский язык, 1976—1979 гг. Заведующая кафедрой классической филологии. в 1978 году Заслуженный учитель Литовской ССР.
1958—1979 гг. главный редактор журнала «Калботира». Публиковал статьи по сравнительной истории и грамматике санскрита, литовского и русского языков, переводил художественные произведения.